# 현경자
현경자(玄慶子, 1947년 3월 8일~)는 대한민국의 정치인이다. 제14대 국회의원을 지냈다. 6공 황태자라고 일컬어졌던 박철언의 배우자이다. 박철언은 1993년 슬롯머신 사건으로 정치적으로 몰락하였는데, 박철언이 뇌물수수로 구속된 상태에 있을 때인 1994년 현경자는 박철언의 지역구 재보궐선거에 출마하여 제14대 국회의원에 당선되었다. 본관은 연주이다.

## 학력
- 경남여자고등학교 졸업
- 한양대학교 사학과 학사
- 연세대학교 교육대학원 교육학 석사

## 경력
- 근육병환자 돕기 후원회 회장
- 성 나자로마을 후원회원
- 향토문화복지연구소 고문
- 제일여성대학명예회장
- 1994년 8월 2일 1994년 대한민국 재보궐선거 당선(대구 수성구 갑, 신민당, 초선)
- 1994. 8.~1996. 5. 제14대 국회의원
- 교육위원회 위원
- 행정위원회 위원

## 가족
- 배우자: 박철언
- 자녀: 1남 2녀

## 역대 선거 결과
| 실시년도 | 선거       | 대수 | 직책     | 선거구         | 정당   | 득표수   | 득표율         | 순위 | 당락 | 비고 |
| -------- | ---------- | ---- | -------- | -------------- | ------ | -------- | -------------- | ---- | ---- | ---- |
| 1994년   | 8·2 재보선 | 14대 | 국회의원 | 대구 수성구 갑 | 신민당 | 35,440표 | \| \| 55.8% \| | 1위  |      | 초선 |
|          | 55.8%      |      |          |                |        |          |                |      |      |      |